# Київський вальс
Київський вальс (Знову цвітуть каштани…) — пісня на слова Андрія Малишка та музику Платона Майбороди, написана 1950 року.
Вірші надруковані у збірці Малишка «Що записано мною» (1956). Сингл виданий на збірнику «Київський сувенір» (грамплатівка лейблу Мелодія, С60 13317-18, 1979)
В радянські часи пісня вважалася неофіційним гімном Києва, а мелодія приспіву (Знову цвітуть каштани, / Хвиля дніпровська б'є) багато років була позивними радіостанції «Промінь».
Пісню Андрій Малишко та Платон Майборода написали у подарунок студентам Київського медичного інституту до випускного. В листі до Малишка ті висловили бажання мати особливу пісню на згадку про столицю. Співавтори написали її буквально за добу: вийшла присвята травневому Києву, місту квітучих каштанів.
|  | Майже всі 22 спільні твори [Малишка та Майбороди] стали еталонними зразками втілення української мелодичної традиції та національного естетичного мислення, насамперед, ліричної природи. |

Її виконували Хорова капела Українського радіо під кер. Ю. Таранченка, (солісти Микола Фокін, Михайло Шевченко); Юрій Гуляєв; Світлана Клочкова-Коваленко; Наталія Шелепницька; Анатолій Мокренко; Сергій Козак і Володимир Гуров; Людмила Маковецька й Олександр Трофимчук та інші.
Класичним виконанням і аранжуванням «Київського вальсу» вважається запис дуету Михайла Шевченка і Миколи Фокіна (куплети — чоловічий і жіночий вокал в унісон, приспіви — хор).
Пісня звучить у х/ф «Киянка» (Київська кіностудія, 1958—1959). У 1975 році дійшла до фіналу телевізійного фестивалю «Пісня року» у виконанні Анатолія Мокренка. На честь цієї пісні в столиці України названий однойменний міський фестиваль-конкурс серед випускників 11-х класів середніх навчальних закладів.
«Київський вальс» іноді плутають з піснею «Києве мій», написаної в 1962 році композитором Ігорем Шамо на слова поета Дмитра Луценка (Грає море зелене, / Тихий день догора…).
Переклад на російську мову виконав відомий київський перекладач, поет і фольклорист Григорій Литвак.